# Mesocrista marcusi
Mesocrista marcusi är en djurart som tillhör fylumet trögkrypare, och som först beskrevs av Rudescu 1964.  Mesocrista marcusi ingår i släktet Mesocrista och familjen Hypsibiidae. Inga underarter finns listade i Catalogue of Life.